# Emile Griffith
Pour les articles homonymes, voir Griffith.
Emile Griffith est un boxeur des Îles Vierges américaines né le 3 février 1938 à Saint-Thomas et mort le 23 juillet 2013 à Hempstead (État de New York).

## Carrière
Il devient champion du monde des poids welters le 1er avril 1961 en stoppant dans la 13e reprise Benny Paret. Battu aux points lors du combat revanche organisé le 30 septembre 1961, Griffith remporte la belle le 24 mars 1962 par arrêt de l'arbitre dans le 12e round. Ce combat est resté tristement célèbre car Paret, plongé dans le coma à la suite des nombreux coups reçus au dernier round, meurt dix jours plus tard de ses blessures,. L'arbitre Ruby Goldstein fut alors critiqué par la presse pour ne pas avoir stoppé le combat plus tôt : Paret, « KO debout » et adossé aux cordes, avait en effet encaissé près d'une vingtaine de coups sans réagir. Rudy Goldstein n'a plus arbitré par la suite. 
L'acharnement de Griffith lors de ce combat s'explique par une insulte homophobe (« maricón ») lancée par Benny Paret peu avant le combat, en allusion à la bisexualité d'Emile Griffith, que ce dernier cachait à l'époque, mais qui était bien connue dans le milieu de la boxe. Griffith expliquera plus tard ne s'être jamais remis, psychologiquement, de ce combat : « Après Paret, je n'ai plus jamais voulu faire du mal à quelqu'un. J'avais tellement peur de frapper, je retenais tous mes coups. » En 2005, des journalistes organisent une rencontre entre Griffith et le fils de Paret, qui lui accorde son pardon.
Passé dans la catégorie des poids moyens en 1966, il décroche le titre mondial WBA & WBC le 25 avril aux dépens du Nigérian Dick Tiger. Il confirme cette victoire face à Joey Archer (en) puis est battu par l'Italien Nino Benvenuti le 17 avril 1967.
Emile Griffith remporte le second combat le 29 septembre 1967 puis perd le troisième le 4 mars 1968.
Il continue à boxer jusqu'en 1977 et échoue par quatre fois pour un nouveau titre mondial : en 1969 face à José Nápoles (pour les titres WBA & WBC des welters) ; en 1971 et 1973 contre Carlos Monzón (pour les titres WBA & WBC des poids moyens), et en 1976 contre Eckhard Dagge (pour le titre WBC des super-moyens).

## Distinctions
- Emile Griffith est élu boxeur de l'année en 1964 par Ring Magazine.
- Il est membre de l'International Boxing Hall of Fame depuis sa création en 1990.

## Arts et médias

### Film documentaire
Ring of Fire: The Emile Griffith Story, est un documentaire américain de Ron Berger et Dan Klores sorti en 2005.

### Opéra
Inspiré par la vie d'Emile Griffith, le premier opéra de Terence Blanchard, intitulé Champion (en), connaît sa première mondiale à l'Opera Theatre of Saint Louis (en) le 15 juin 2013. Le livret est signé par le dramaturge Michael Cristofer.

### Roman graphique
En 2019 l'auteur de bande dessinée allemand Reinhard Kleist réalise une biographie d'Emile Griffith, intitulée Knock out !, parue en France en 2020 aux éditions Casterman, collection « Écritures ».  (ISBN 978-2203211520)